# ديول (تشابهار)
ديول (بالفارسية: دیول) هي قرية تقع في منطقة بولان في إيران. يقدر عدد سكانها بـ 635 نسمة بحسب إحصاء 2016.